# Grattacieli di Hanoi
La città di Hanoi, capitale del Vietnam, possiede almeno 20 grattacieli più alti di 160 metri. Con un'altezza di 336 metri, l'edificio più elevato della città è la Torre Keangnam.

## Grattacieli più alti
| Pos. | Nome                               | Immagine | Altezza (m) | Piani | Anno | Note                            |
| ---- | ---------------------------------- | -------- | ----------- | ----- | ---- | ------------------------------- |
| 1    | Keangnam Hanoi Landmark Tower      |          | 336         | 72    | 2012 | - Grattacielo più alto di Hanoi |
| 2    | Lotte Center                       |          | 272         | 65    | 2014 |                                 |
| 3    | Keangnam Hanoi Residential Tower 1 |          | 212         | 48    | 2011 |                                 |
| 3    | Keangnam Hanoi Residential Tower 2 |          | 212         | 48    | 2011 |                                 |
| 5    | Discovery Complex A                |          | 195         | 54    | 2018 |                                 |
| 6    | Usilk Landmark 105                 |          | 190         | 50    | 2018 |                                 |
| 7    | Hanoi Landmark 51                  |          | 180         | 51    | 2021 |                                 |
| 8    | Discovery Complex B                |          | 180         | 43    | 2018 |                                 |
| 9    | Ha Tay Millennium Tower A          |          | 179         | 43    | 2021 |                                 |
| 10   | FLC Twin Tower A                   |          | 177         | 50    | 2019 |                                 |